# Strombosia
Strombosia es un género de plantas con flores  pertenecientes a la familia de las olacáceas. Comprende 31 especies descritas y de estas, solo 5 aceptadas.

## Taxonomía
El género fue descrito por Carl Ludwig Blume y publicado en Bijdragen tot de flora van Nederlandsch Indië 1154. 1826. La especie tipo es: Strombosia javanica Blume. 

## Especies aceptadas
A continuación se brinda un listado de las especies del género Strombosia aceptadas hasta noviembre de 2013, ordenadas alfabéticamente. Para cada una se indica el nombre binomial seguido del autor, abreviado según las convenciones y usos.
- Strombosia gossweileri S.Moore
- Strombosia grandifolia Hook.f. ex Benth.
- Strombosia maingayi (Mast.) Whitmore
- Strombosia pustulata Oliv.
- Strombosia scheffleri Engl.